# Pantone
Pantone LLC è un'azienda statunitense che si occupa principalmente di tecnologie per la grafica, della catalogazione dei colori e della produzione del sistema di identificazione di questi ultimi. Noto come Pantone Matching System (PMS), è divenuto la norma internazionale per quanto riguarda la grafica ed è utilizzato anche per la gestione dei colori nell'industria e nella chimica.
L'azienda è stata acquisita per 180 milioni di dollari dal colosso americano X-Rite il 24 ottobre 2007. X-Rite si occupa anch'essa di sistema di classificazione dei colori e di materiale fotografico per il mondo della farmaceutica e dei rilievi fotogrammetrici.
In Italia il nome "pantone" si riferisce a un particolare tipo di pennarelli professionali dell'azienda inglese Letraset. L'etimologia si riferisce al fatto che sono stati i primi e unici pennarelli in commercio a utilizzare in esclusiva il marchio Pantone e il Pantone Matching System per gestire il proprio catalogo.

## Pantone Matching System
Il sistema Pantone è stato messo a punto negli anni cinquanta per poter classificare i colori e "tradurli" nel sistema di stampa a quattro colori composti (o quadricromia) CMYK (ciano, magenta, giallo e nero) semplicemente grazie a un codice. I colori, coi relativi codici, sono quindi inseriti in un catalogo, denominato in italiano "mazzetta" o "tirella", dove è possibile "sfogliarli" e selezionarli.
A differenza dei sistemi CMYK o del RGB, il codice Pantone è un codice arbitrario composto da due campi, nel primo dei quali può essere presente una parola (ad esempio Red, rosso) o un numero di due cifre che si riferisce alla famiglia di appartenenza (ad esempio, 18 per la famiglia dei rossi). Per i colori più comuni è disponibile anche una definizione più classica.

Ecco ad esempio la bandiera italiana e la bandiera francese "tradotte" in codice Pantone.
Per fare un paragone, la bandiera svizzera utilizza un rosso denominato 485, mentre il rosso statunitense è il 193C.
Ai 1144 colori standard sono stati aggiunti, dal 5 settembre 2007, altri duemila colori denominati GOE; la parola non è un acronimo e non ha alcun significato.
Il colore Pantone 1114 spot color non può essere simulato con il CMYK ma con 13 colori base (14 con il nero) miscelati in modo specifico.
Dal 2001, Pantone permette la traduzione dei colori esistenti rispetto alla loro rappresentazione a schermo. I colori "Screen-based" usano il sistema RGB (red, green, blue). Il sistema Goe usa RGB e LAB per ogni colore.

## Pantone Goe System
Il Goe System di Pantone  consiste in oltre 2000 nuovi colori con relativi numeri di identificazione presenti nella GoeGuide.
Il sistema Goe usa colori base (10 più il clear coating per le riflessioni) e ha introdotto cambiamenti tecnici per la cromia nel settore della stampa.
Il sistema Pantone Goe è stato messo in disuso nel novembre 2013.

## Altri prodotti
A metà 2006, insieme a Fine Paints of Europe, Pantone ha introdotto nuovi colori. La gamma colori introduce oltre 3 000 colori nuovi. Nel novembre 2015, Pantone con Redland London ha creato una collezione di borse con colori Pantone.
Pantone produce Hexachrome, sistema brevettato a sei colori. In aggiunta ai colori CMYK, Hexachrome aggiunge arancione e verde per espandere la gamma. Viene indicato con CMYKOG. Hexachrome viene dismesso da Pantone nel 2008 da quando Adobe fermò il supporto al HexWare software.
Pantone Color Manager permette alla Adobe Creative Suite l'importazione di colori L*a*b così come CMYK e RGB.

## Cronologia dei loghi

Vecchio logo
Logo attuale

## Colore dell'anno
Dal 2000, il Pantone Color Institute dichiara un particolare colore all'anno detto Color of the Year. Due volte l'anno la società ospita, in una capitale europea, un meeting partecipato da diversi gruppi di lavoro internazionali. Dopo due giorni di dibattito, viene scelto un colore per l'anno seguente; per esempio il colore per l'estate 2013 venne scelto a Londra nella primavera 2012. Il risultato del meeting viene pubblicato sulla rivista Pantone View, usata da stilisti e designer per le loro creazioni da commercializzare l'anno successivo.
Il colore dell'anno 2012, Tangerine Tango, fu usato per cosmetica da Sephora.
La direttrice del Pantone Color 
Institute Leatrice Eiseman, spiega nel 2014 la scelta di "Radiant Orchid":
(Leatrice Eiseman)
Il colore del 2025 è il PANTONE 17-1230 Mocha Mousse, un marrone molto caldo che rimanda al cacao, al cioccolato e al caffè, restituendo un'immediata sensazione di comfort. Leatrice Eiseman, vice presidentessa di Pantone Color Institute, ha così spiegato la scelta di Mocha Mousse per il 2025:
(Leatrice Eiseman)